# Lactanci
Luci Cecili (o Celi) Firmià Lactanci (Firmium c. 245- Trèveris c. 325) fou un escriptor llatí i apologeta cristià nascut al nord d'Àfrica, deixeble del mestre africà de retòrica Arnobi de Sicca. Fou nascut probablement a Firmium a la meitat el segle iii.

## Biografia
Va ensenyar retòrica a diverses ciutats orientals de l'Imperi Romà, incloent Constantinoble. Fou nomenat professor de retòrica a Nicomèdia per Dioclecià. Un cop convertit al cristianisme, el primer edicte de Dioclecià contra els cristians (febrer del 303) va provocar el seu acomiadament. Segons Jeroni d'Estridó, va viure en la pobresa subsistint com a escriptor fins que Constantí I el Gran el va reivindicar, convertint-lo en tutor de llatí del seu fill Crisp. Podria haver acompanyat aquest últim a Trèveris l'any 317, quan fou designat Cèsar. Crisp fou executat a Istria el 326, però s'ignora si Lactanci va córrer la mateixa sort.

## Obra
Tan sols es conserven les seves obres cristianes. D'entre aquestes, les principals són: De opificio Dei (303-304) (Sobre l'obra de Déu), on pretén demostrar l'existència de la providència divina, prenent com a base la forma del cos humà; De ira Dei (Sobre la ira de Déu), on sosté, en contra de l'opinió d'alguns filòsofs, que la ira és un component necessari del caràcter de Déu, que ha de repartir un càstig just contra els malfactors; i les Institutiones divinae (Institucions divines). Aquesta última és una obra de gran envergadura, defensa de la doctrina cristiana com un sistema harmoniós i lògic.
La seva aportació s'emmarca en l'apologètica del cristianisme, prèvia a la patrística pròpiament dita. La seva postura en el debat apologètic sobre si la religió havia d'acceptar o no la filosofia fou clara: com Tertul·lià, fou partidari de rebutjar la filosofia, en tractar-se d'un "camí desencertat per trobar la Veritat". No es pot entendre per la Raó el que s'ha de creure mitjançant la Fe.
Lactanci fou criticat pels cristians per les seves creences poc ortodoxes. Va escriure en una retòrica ciceroniana (se'l va anomenar el Ciceró cristià), en un to més persuasiu que polèmic, procurant justicar la fe per la raó abans que per l'autoritat. Una excepció a aquest estil es troba en el De mortibus persecutorum (Sobre les morts dels perseguidors) escrita en la Gàl·lia el 318, poc després del triomf del cristianisme. Es tracta d'una esborronadora descripció dels successius destins dels emperadors que perseguiren els cristians, especialment a l'època de Lactanci. Aquesta obra s'ha atribuït també a Luci Cecili.
Altres obres: 
- Divinarum Institutionum Libri VII.
- Un Epítom de les institucions

Com a poeta va escriure suposadament: 
- 1. De Phoenice
- 2. Symposium
- 3. De Pascha ad Felicem Episcopum
- 4. De Passione Domini

Jerònim diu que fou autor d'un Symposium, d'una peça anomenada Grammaticus, d'un itinerari en hexàmetres Ὁδοιπορικόν De Africa usque Nicomediam, i dos llibres, Ad Asclepiadem, i De Providentia summi Dei i quatre llibres de cartes, avui perdudes-

## Edicions de la seva obra
En el segle xvi s'emprengué l'edició de la seva obra. En la tasca hi participà el jurista mallorquí Miquel Tomàs de Taixaquet. De fet l'edició de Lactanci, fou per Taixaquet, un treball personal. Taixaquet volia recobrar la puresa del text original, alliberat dels errors i deficiències dels successius copistes (L. Coelii Lactantii Firmiani Divinarum institutionum Libri VII Amberes, 1570).